# Abid Čišija
Abid Čišija – bośniacki niepełnosprawny siatkarz i trener, medalista paraolimpijski.
Grał w klubie OKI Kakanj 92. Na Letnich Igrzyskach Paraolimpijskich 2000 był członkiem drużyny narodowej, która zdobył srebrny medal paraolimpijski. Zdobył także medale mistrzostw świata i Europy.
Po zakończeniu kariery pracował jako trener, był m.in. w sztabie trenerskim reprezentacji Bośni i Hercegowiny na mistrzostwach świata w 2006 roku, a także podczas Letnich Igrzysk Paraolimpijskich 2012 (w obu turniejach Bośniacy zdobyli złoty medal). Jako trener klubowy pracował w zespole OKI Kakanj 92.